# Prosthechea pulcherrima
Prosthechea pulcherrima är en orkidéart som först beskrevs av Johann Friedrich Klotzsch, och fick sitt nu gällande namn av Wesley Ervin Higgins. Prosthechea pulcherrima ingår i släktet Prosthechea och familjen orkidéer. Inga underarter finns listade i Catalogue of Life.